# José Ardillo
José Ardillo, pseudónimo de José Antonio García (Madrid, 1969), es un escritor y ensayista español.

## Biografía
José Ardillo (Madrid, 1969), pseudónimo de José Antonio García, escritor madrileño, afincado en el sur de Francia. Es autor de libros de narrativa y ensayo. Ha colaborado con diversas revistas de pensamiento crítico en España y Francia: Cul de Sac, Ekintza Zuzena, Raíces, Argelaga, Al margen, L'Inventaire, Ecologie & Politique, Réfractions, Tierra y Libertad...
En 2011 publica el salario del gigante, editorial Pepitas de calabaza. Año 2098 en la península Ibérica: la locura del movimiento perpetuo y el consiguiente «agotamiento» de los combustibles fósiles, el enrarecimiento del agua dulce y la alegre inmolación de otros bienes naturales han llevado a la humanidad a ser regida por un férreo ecofascismo —una burocracia de los recursos— que tiene como primer objetivo administrar la penuria y como segundo, y no menos importante, hacer trabajar a los pobres en un mundo donde ya no quedan ni las ruinas de la ilusión. Así, a grandes rasgos, es el escenario en el que se desarrolla esta novela de corte especulativo, hecha de recuerdos, de encuentros y de proyectos, que vislumbra el panorama —muy real, cercano y verosímil, por otra parte— que se avecina a no ser que se produzca un cambio de rumbo en la idea de progreso que rige los destinos del género humano. La distopía que ahora presentamos, hija reconocida de la literatura clásica de anticipación —desde Julio Verne, Jack London y William Morris, hasta Ray Bradbury, George Orwell o John Brunner—, es su primera novela, y es una clara puesta de manifiesto de que aquí lo único que se renuevan son las ilusiones de los pobres y los proyectos totalitarios de la clase dominante.
En 2014 pública «Ensayos sobre la libertad en un planeta frágil», ediciones el salmón. Nuestro propósito es mostrar cómo también existieron, y existen, en el anarquismo divergencias importantes para con la ideología del Progreso. Estas sendas sinuosas, a veces caminos cortados o pistas interrumpidas abruptamente, se cruzaban en una maraña confusa de ideales científicos y de fidelidad a la naturaleza, de exaltación de la humanidad libre y de geografía física. En todo caso, lo importante es retener la idea de que toda reflexión consecuente sobre la sociedad dominadora conduce tarde o temprano a una reflexión sobre los límites de la naturaleza y la responsabilidad humana.
Ha traducido, por primera vez al castellano, una selección de textos de André Prudhommeaux, publicado en 2021 por las editoriales Milvus & El Salmón: La tragedia de Espartaco. Hacia una ecología libertaria (1949-1958).